# Префектура Хіросіма
Хіросі́ма(або Хіроші́ма) (яп. 広島県, трансліт. hiroshima ken, ひろしまけん) — префектура в Японії, в регіоні Чюґоку, Світлогір'я.  Розташована в західній частині острова Хонсю, на узбережжі Внутрішнього Японського моря. Адміністративний центр префектури — Хіросіма. Межує з префектурами Окаяма, Ямаґуті, Сімане та Тотторі, а також Ехіме та Каґава по морю. Заснована 1871 року на основі провінцій Акі та Бінґо. Площа становить 8479.58 км². Станом на 1 липня 2011 року в префектурі мешкало 2 856 411 осіб. Густота населення становила 337 осіб/км². Основою економіки є сільське господарство, рибальство, важка промисловість, автомобілебудування, комерція, туризм. На території префектури розташовані два надбання Світової спадщини ЮНЕСКО — острів Міяджіма зі святилищем Іцукушіма та Меморіал миру в Хіросімі.

## Географія
Префектура Хіросіма знаходиться на заході острова Хонсю, у центрі регіону Тюґоку. Вона межує на заході з префектурою Ямаґуті, на півночі з префектурою Сімане і на сході з префектурою Окаяма.
Префектура Хіросіма є найбільшою адміністративною одиницею у цьому регіоні — її площа становить 8479,03 км². Майже всю її територію займають невисокі гори і височини. На півдні, біля узбережжя Внутрішнього Японського моря, розташовані невеликі рівнини Хіросіма і Фукуяма. З північного сходу на південний захід пролягає основне гірське пасмо Тюґоку Висота гір цього пасма різниться від 1300 м на сході до 400 м на заході. Найвища точка префектури — гора Осоракан (1346.4 м). Західна частина гряди Тюґоку є частиною Квазінаціонального парку «Нісі Тюґоку Санті». Ця гряда відома мальовничими каньйонами Сандан-кьо і Тайсяку-кьо. Останній входить до Квазінаціонального парку «Хіба Дого Тайсяку».
Територією префектури Хіросіма протікає 505 рік. Лише незначна частина з них є великими і повноводними. Найбільшою річкою префектури є річка Ота протяжністю 102.9 км, річний басейн якої займає площу 1710 км². Вона впадає у Внутрішнє Японське море у районі міста Хіросіми і, разом із іншими річками, формує так звану «Хіросімську дельту». Основною річкою рівнини Фукуяма є річка Асіда, яка впадає у Внутрішнє японське море, а низини Мійосі — річка Ґо, яка протікає територією префектур Хіросіма і Сімане та впадає у Японське море.
Берегова лінія префектури Хіросіма сильно порізана, що дозволяє зводити на узбережжі Внутрішнього Японського моря порти. Найбільші з них знаходяться у містах Хіросіма, Фукуяма, Куре, Ономіті та Міхара.
Майже вся берегова лінія разом із прилеглими островами є складовою Національного парку «Сето Найкай».
Клімат префектури сильно відрізняється на півночі і на півдні. Для прибережних районів та островів Внутрішнього японського моря характерний середземноморський клімат з теплими зимами і спекотним літом. На півночі префектури, у гірських районах, переважає помірний клімат з холодними зимами і теплим літом. В цілому, середня температура по префектурі Хіросіма становить +5,3 °C у січні та +26,9 °C у липні. Кількість опадів на рік — 1 540,6 мм.

## Історія
- Доісторичний період

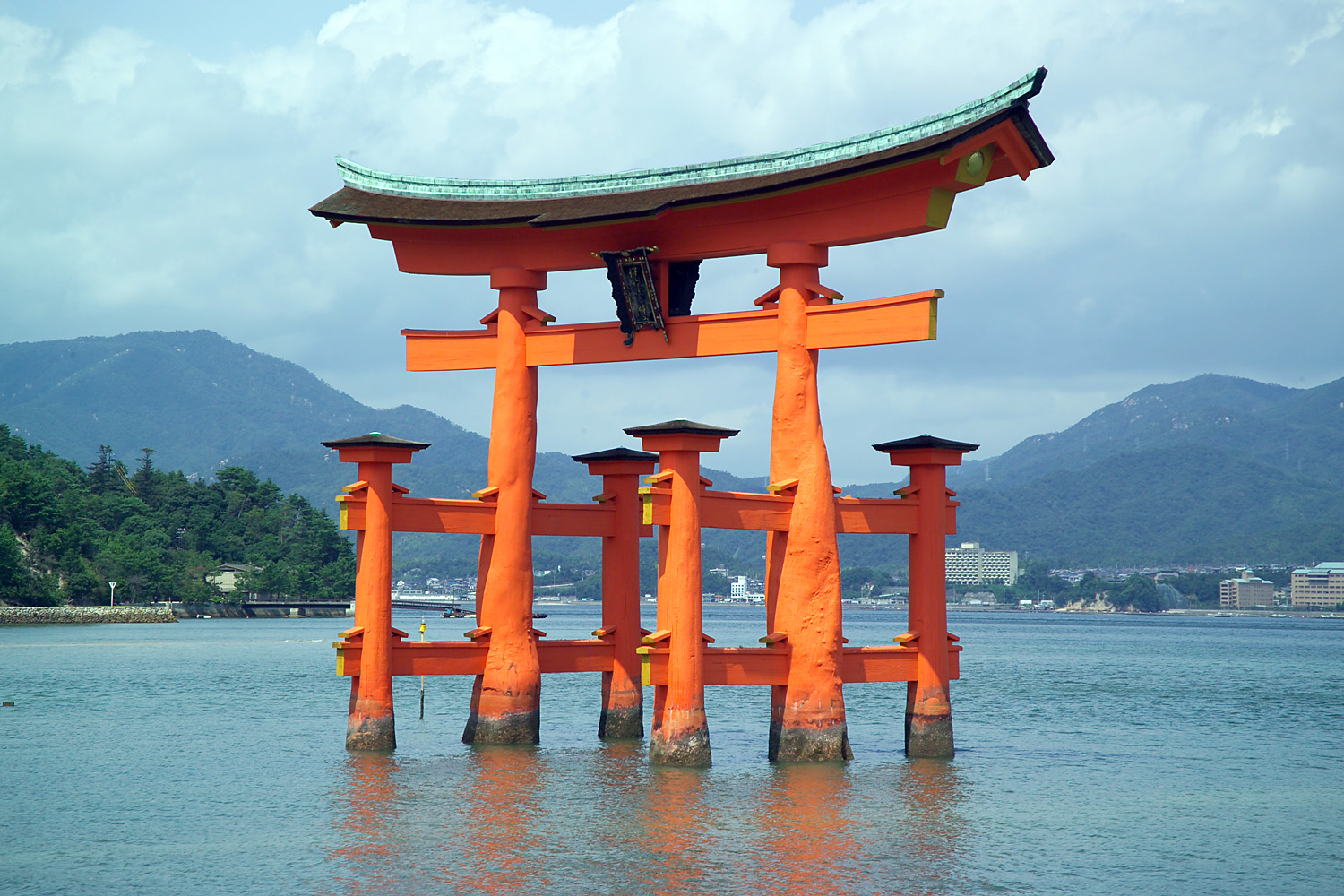
Ворота святилища Іцукусіма (м. Хацукаіті)

Сучасна територія префектури Хіросіма була заселена у часи пізнього палеоліту. Свідченням цього є стоянка первісних людей Нісікаґара (суч. місто Хіґасіхіросіма), яка датується 25.000 до Р. Х. Ймовірно, нащадки палеолітичної популяції стали творцями неолітичної культури Джьомон (10.000 — 2.000 років до Р. Х.). Її пам'ятки знаходять у каньйоні Тайсяку-кьо. Доба Яйой — час появи на Японських островах рисівництва і обробки металів — представлена мушлевими насипами Накаяма (суч. місто Хіросіма) та рядом поселень, переважно у прибережній зоні префектури.
- Стародавність

У період Кофун (3 — 7 століття) частина земель сучасної префектури Хіросіма входила до складу протодержавного утворення Кібі. Свідченням цього є кургани вельмож, найбільші з яких розташовані на території сучасного міста Хіґасіхіросіма, так звані кургани Міцудзьо (三ツ城古墳). На початок 7 століття Кібі була ліквідована монархами держави Ямато, які близько 684 року встановили на її землях нові адміністративні одиниці — провінції Акі і Бінґо. У 741 році в обох провінціях були зведені перші буддистські храми Кокубундзі, завданням яких було поширення нової релігії та посилення авторитету імператорського дому Японії. У період Хейан (794—1185) землі Акі і Бінґо стали одними із центральних володінь роду Тайра, який у 2-й половині 12 століття встановив у країні першу самурайську диктатуру.
- Середні віки

У період Камакура (1185—1333) і період Муроматі (1338—1575) роль провінцій Акі і Бінґо як важливих соціально-економічних центрів Японії зросла. Острів Міядзіма з відомим святилищем Іцукусіма в Акі та порт Томо у Бінґо служили важливими транспортними пунктами на шляху з Кюсю до столиці Кіото через Внутрішнє Японське море. Жвава морська торгівля, а також часті посольства з закордону, які проходили крізь територію сучасної префектури Хіросіма, стали причинами появи у прибережних районах загонів піратів. 

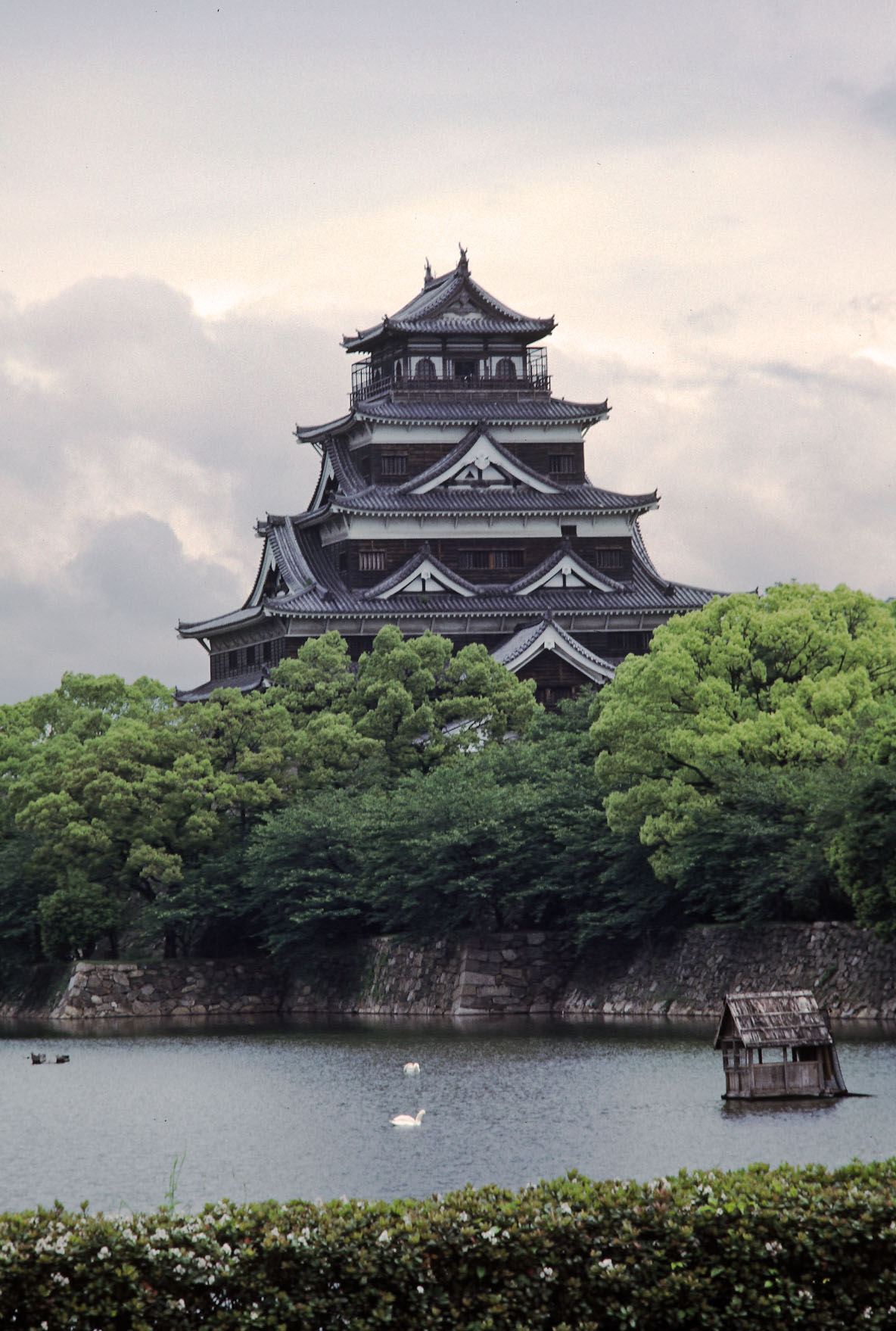
Хіросімський замок (м. Хіросіма)

На середину 16 століття невеликий самурайський рід Морі з провінції Акі, під проводом обдарованого самурайського лідера Морі Мотонарі, зміг об'єднати увесь регіон Тюґоку під своєю владою. Попри формальне визнання себе васалом Тойотомі Хідейосі у 1584 році, Морі продовжував бути найвпливовішою самурайською родиною Західної Японії. Центром їхніх володінь став збудований у 1590-х роках замок Хіросіма у дельті річки Ота.
- Період Едо

Після битви при Секіґахара у 1600 році рід Морі втратив свої володіння на території сучасної префектури Хіросіма. Новим господарем Акі та Бінґо було призначено Фукусіму Масанорі. Однак через порушення законодавчих положень, встановлених сьоґунатом Токуґава, його землі були конфісковані. З 1619 року Акі була надана роду Асано, а Бінґо — роду Мідзуно (пізніше родам Мацудайра і Абе). Ці володарі керували провінціями впродовж цілого періоду Едо (1603—1867).
Наприкінці 18 століття у володіннях роду Асано було створено науковий центр, який займався дослідженням конфуціанства. Його членом був відомий японський історик і філософ Рай Санйо, прибічник націоналістичного вчення кокуґаку, автор «Неофіційної історії Японії» (1848), яка мала великий вплив на учасників реставрації Мейдзі. З початку 19 століття території сучасної префектури Хіросіма перетворилися на один із форпостів філософії кокуґаку.
- Новий час

У 1871 році, після падіння сьоґунату і реставрації Мейдзі, провінції Акі та Бінґо були перетворені у префектуру Хіросіма. Під час Першої японсько-китайської війни міста Хіросіма і Куре перетворилися на центри Імператорської армії та флоту. З початку 20 століття у префектурі було розташовано чимало підприємств важкої промисловості, особливо військово-промислового комплексу. Через своє важливе стратегічне значення центр префектури — Хіросіма — зазнала першого у світі ядерного бомбардування, яке було здійснене американцями 6 серпня 1945 року під час Другої світової війни. Післявоєнна префектура Хіросіма стала символом миру у всьому світі. Вона була одним із всеяпонських центрів, які сприяли відродженню та стрибкоподібному зростанню японської економіки.

### Основні події
| Дата | Подія |
| 684  | Заснування провінцій Акі та Бінґо на території сучасної префектури Хіросіма.                                     |
| 741  | Зведення буддистських храмів Кокубундзі в обох провінціях.                                                       |
| 1168 | Велика перебудова святилища Іцукусіма під проводом Тайри но Кійоморі.                                            |
| 1555 | Битва при Іцукусіма. Рід Морі розпочинає завоювання регіону Тюґоку.                                              |
| 1568 | Будівництво Хіросімського замку.                                                                                 |
| 1600 | Втрата родом Морі володінь у Акі та Бінґо. Призначення Фукусіми Масанорі новим господарем цих провінцій.         |
| 1619 | Рід Асано стає володарем провінції Акі, а рід Мідзуно — провінції Бінґо.                                         |
| 1849 | Рай Санйо видає книгу «Неофіційна історія Японії».                                                               |
| 1871 | Утворення префектури Хіросіма шляхом об'єднання Акі та Бінґо у одну адміністративну одиницю.                     |
| 1894 | Розміщення у префектурі головного штабу Збройних сил Японської імперії під час Першої японсько-китайської війни. |
| 1940 | Спуск на воду у місті Куре найбільшого корабля часів Дугої світової війни, лінкора Ямато.                        |
| 1945 | Ядерне бомбардування Хіросіми.                                                                                   |
| 1949 | Заснування Хіросімського університету.                                                                           |
| 1955 | Відкриття Музею меморіалу миру у місті Хіросіма.                                                                 |
| 1996 | Внесення Хіросімського меморіалу миру та святилища Іцукусіма до надбань Світової спадщини ЮНЕСКО.                |
| 2006 | Інтеграція багатьох сіл і містечок префектури у великі міста. Так звана «Велика інтеграція років Хейсей».        |

## Адміністративний поділ
За станом на 2007 рік префектура Хіросіма поділяється на 23 муніципалітети — 14 міст і 9 містечок. Містечка входять до складу 5 повітів. Адміністративним центром префектури є місто Хіросіма.
Усі населені пункти префектури умовно поділяються на 8 адміністративних округів — 1 мегаполісний «Хіросіма» (大都市周辺地域) та 7 провінційних (広域市町村圏).
| № | Назва округу              | Повіти (郡, ґун) | Міста (市, сі)          | Містечка (町, тьо)         |
| 1 | Хіросіма (広島)           | Акі              | Хіросіма                | Кайта • Кумано Сака • Футю |
| 2 | Хіросіма-Захід (広島西)   |                  | Отаке Хацукаіті         |                            |
| 3 | Куре (呉)                 |                  | Етадзіма Куре           |                            |
| 4 | Акі-Північ (芸北)         | Ямаґата          | Акітаката               | Акіота Кітасіхіросіма      |
| 5 | Хіросіма-Центр (広島中央) | Тойота           | Такехара Хіґасіхіросіма | Осакікамідзіма             |
| 6 | Ономіті-Міхара (尾三)     | Сера             | Міхара Ономіті          | Сера                       |
| 7 | Фукуяма-Футю (福山・府中) | Дзінсекі         | Фукуяма Футю            | Дзінсекікоґен              |
| 8 | Бінґо-Північ (備北)       |                  | Мійосі Сьобара          |                            |

## Влада
Відповідно до статті 92 Конституції Японії префектура Хіросіма, як і інші префектури, має право на самоврядування. Воно реалізується через загальні вибори кожні 4 роки, за результатами яких формуються представницькі органи влади — Раду і префекта. Виборче право мають винятково жителі префектури — громадяни Японії. Відповідно до принципу поділу влади Рада префектури (議会) та префект (知事) з префектурним урядом належать до виконавчої влади. Проте за характером і змістом діяльності Рада може бути класифікована як законодавчий орган. Судова влада префектури представлена судами нижчого рівня.

### Рада
- Рада префектури[9]

Рада префектури Хіросіма є найвищим представницьким органом влади. Ця рада складається з 66 депутатів, які обираються на 4 роки шляхом загального, прямого і таємного голосування. Третина місць у ній належить депутатам Хіросіми, центру префектури. До головних функцій Ради входить розробка, прийняття нових та реформування наявних ордонансів і підзаконних актів (条例) префектури, а також схвалення бюджету. Рада очолюється головою та його заступником, які обираються депутатами. Останні формують постійні та спеціальні комітети, голови яких також обираються голосами депутатів Ради. Члени Ради мають право затверджувати чи відхиляти кандидатуру заступника префекта, завідувача фінансами префектурного уряду та членів комітету освіти. Також Рада проводить регулярні перевірки на місцях стосовно реалізації прийнятих нею законодавчих положень. На Раду також покладається обов'язок посередника між центральним урядом і мешканцями префектури.

### Уряд
- Префект (губернатор)[10]

Голова виконавчої влади і уряду префектури називається префектом (інколи губернатором). Його обирають терміном на 4 роки жителі префектури. Префект не має права поєднувати посади в Парламенті Японії і Раді префектури. До його функцій входять складання і виконання бюджету префектури, подання законопроєктів до Ради, оподаткування та збір мит, затвердження бюджетів рад нижчого префектурного рівня, інспекція фінансів, управління майном та публічними установами префектури, призначення посадовців до уряду префектури, контроль над регіональними і обласними адміністраціями та поліцією. Окрім цього префект має право на розпуск Ради префектури у разі її незібрання. Наразі чинним префектом префектури Хіросіма є Фудзіта Юдзан, позапартійний.
- Уряд префектури

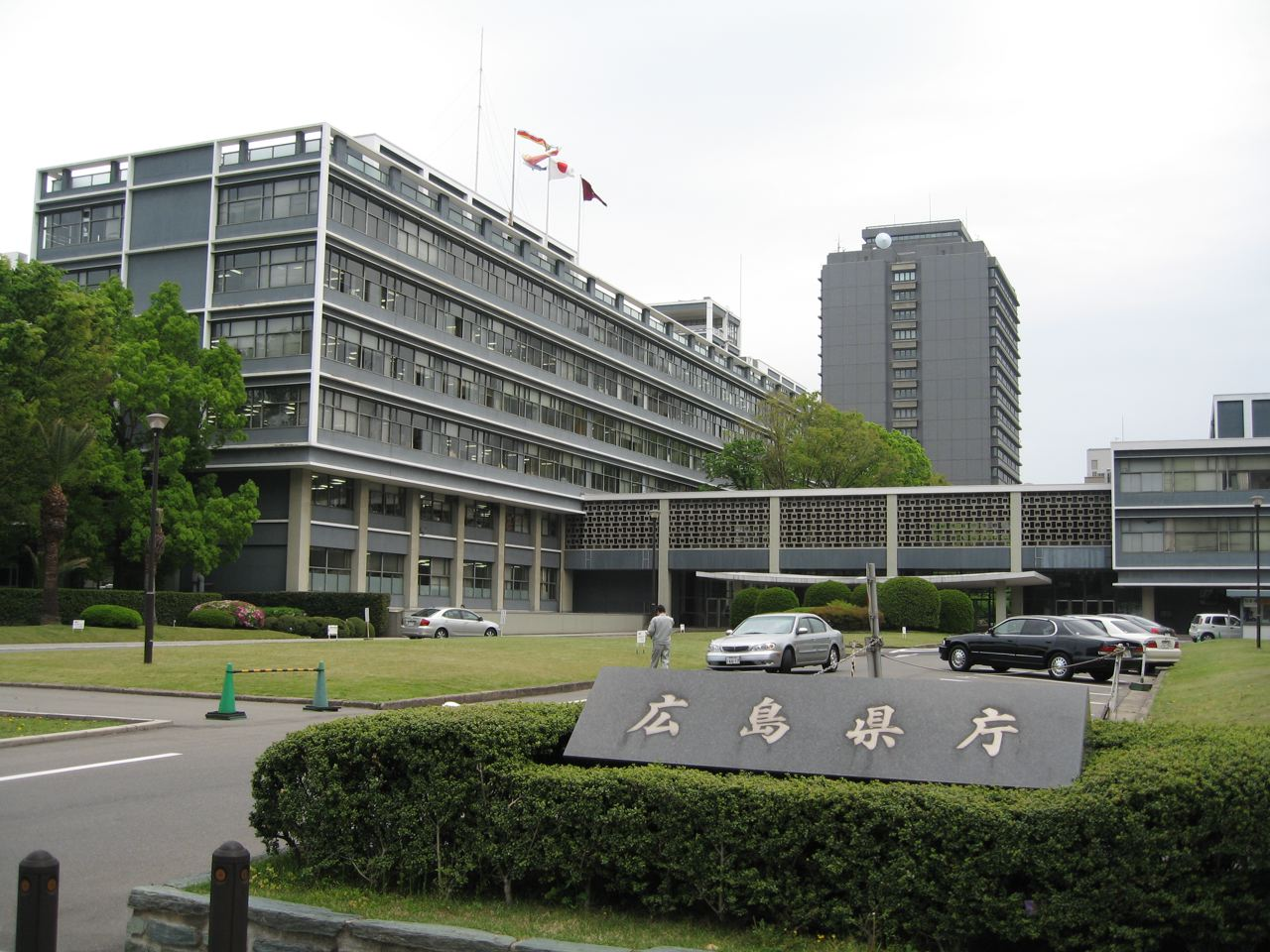
Адміністративні будівлі префектури Хіросіма.

Уряд складається з префекта, його заступника (副知事), завідувача фінансами (出納長) та виконавчих комітетів. Останні, за законом, поділяються на постійні та спеціальні. До перших належать комітети внутрішніх справ, фінансів, відділу кадрів, здоров'я, освіти і праці. До других — комітети сільського господарства, рибальства, лісництва, торгівлі, промисловості та інші, в залежності від потреб префектури. На уряд покладається виконання положень Ради і вказівок префекта.

### Судова влада
Судова влада у префектурі Хіросіма представлена судами нижчого рівня, тобто усіма судами окрім Верховного. Найвищою судовою інстанцією у префектурі і цілому регіоні Тюґоку є Хіросімський вищий суд. Окрім нього, на території префектури діють 5 районних і сімейних судів, які мають 18 і 8 представництв відповідно, та 41 загальний суд.

### Міська влада
Окрім центральної влади префектури також існують представницькі органи влади міст і містечок. Їх структура подібна до префектурної. Усі 23 міста і містечка префектури Хіросіма мають Раду і уряд на чолі з мером. За законом про самоврядування, міські адміністрації мають широку автономію, проте у таких важливих питаннях фінансів, освіти, праці і охорони порядку підлягають центральному уряду префектури.
Оскільки Рада, уряд префектури, штаб-квартира префекта та вищий суд Хіросіми знаходяться у місті Хіросіма, вона вважається адміністративним центром префектури Хіросіма (県庁所在地).

## Демографія
Префектура Хіросіма є однією з найбільш заселених префектур Японії.
За приблизними підрахунками населення префектури, проведеними на 1 червня 2011, воно становило 2 856 580 мешканців, а густота становила 336,9 осіб/км².
Порівнюючи з 2000 роком, воно скоротилося на 2 153 чоловік, тобто зменшилося на 0,1 %. Густота населення префектури становить 339,3 осіб/км². Більша частина населення проживає у південній частині префектури.
- Статевий і віковий склад

На 1 жовтня 2005 року статевий склад населення префектури Хіросіма є наступним: 1.390.176 осіб — чоловіки, 1.486.586 — жінки. Співвідношення обох статей становить 93,5 %. Кількість сімей становить 1.145.282.
Нижче подані дані на 1 жовтня 2004 року：
1 жовтня 2004 

Підрахунок за віком (в тисячах)
| Вік         | Кількість осіб |
| ----------- | -------------- |
| 0 — 4       | 132            |
| 5 — 9       | 137            |
| 10 — 14     | 137            |
| 15 — 19     | 147            |
| 20 — 24     | 170            |
| 25 — 29     | 189            |
| 30 — 34     | 218            |
| 35 — 39     | 184            |
| 40 — 44     | 169            |
| 45 — 49     | 173            |
| 50 — 54     | 209            |
| 55 — 59     | 228            |
| 60 — 64     | 195            |
| 65 — 69     | 162            |
| 70 — 74     | 146            |
| 75 — 79     | 123            |
| 80 (і вище) | 158            |

1 жовтня 2004 

Підрахунок за статтю (в тисячах)
| Чоловіки | Вік         | Жінки |
| -------- | ----------- | ----- |
| 68       | 0 — 4       | 64    |
| 70       | 5 — 9       | 67    |
| 71       | 10 — 14     | 66    |
| 75       | 15 — 19     | 72    |
| 87       | 20 — 24     | 83    |
| 95       | 25 — 29     | 94    |
| 108      | 30 — 34     | 110   |
| 91       | 35 — 39     | 93    |
| 84       | 40 — 44     | 85    |
| 86       | 45 — 49     | 87    |
| 104      | 50 — 54     | 105   |
| 113      | 55 — 59     | 115   |
| 94       | 60 — 64     | 101   |
| 76       | 65 — 69     | 86    |
| 65       | 70 — 74     | 81    |
| 51       | 75 — 79     | 72    |
| 51       | 80 (і вище) | 107   |

За кількістю новонароджених префектура Хіросіма посідає 22 місце серед інших 47 префектур Японії, а за кількістю літнього населення (понад 65 років) — 30 місце. Молоде непрацездатне населення префектури Хіросіма становить 13,7 %, а літнє — 20,1. Як загалом і вся країна, префектура страждає від «старіння нації» та нестачі робочих рук.
- Національний склад

Переважна більшість населення префектури Хіросіма — японці. Окрім них в ній проживають 27.178 іноземців, що становить близько 0,9 % усього населення префектури. За кількістю іноземців префектура Хіросіма посідає 16 місце серед інших 47 префектур Японії (загальна кількість іноземців в країні 1.555.505 осіб). Серед представників інших націй префектури найбільше всього корейців (33 %), китайців (27,1 %) бразильців (13 %) та філіппінців (10,7).

## Економіка
- Історія

Впродовж першої половини 20 століття префектура Хіросіма була одним із головних промислових центрів Японії, який виготовляв продукцію для імператорської армії та флоту. Після поразки Японії у Другій світовій війні, підприємства ВПК машинобудівної та суднобудівної галузі, а також сталеливарна промисловість префектури перейшли на «мирні рейки». У 1950 — 1980-х роках місцеві підприємства утворювали так званий промисловий район Внутрішнього японського моря, товарообіг продукції якого на 1994 рік був найвищим у Західній Японії. Під час депресії японської економіки у 1990-х роках ряд підприємств були переведені до префектури Фукуока, що негативно відбилося на господарстві Хіросіми. Однак після реалізації японським урядом курсу економічних реформ, префектура Хіросіма повернула собі позиції промислового лідера західних регіонів країни.
Одною з головних проблем господарства префектури Хіросіма була успадкована від імперських часів надмірна кількість підприємств важкої промисловості. Наразі ця проблема вирішується шляхом заохочення і збільшення кількості підприємств, які займаються розробкою та продажем інформаційних і цифрових технологій. Шляхом цього досягається оптимальний баланс економіки префектури.
Після проблемних 1990-х великі підприємства швидко відновили свій потенціал, проте фірми середнього та малого бізнесу виходять з депресії повільно.
Більшість штаб-квартир старих і нових підприємств префектури розміщені в місті Хіросіма. Другим за значенням важливим економічним центром є місто Фукуяма.
- ВВП

На 2002 рік ВВП префектури Хіросіма становив 10,8018 трильйонів єн. Його частка у всеяпонському ВВП становить близько 2,3 — 2,5 %. За показниками ВВП префектура посідає 12-е місце серед решти 47 префектур Японії. Найбільший прибуток префектурі дають підприємства зайняті у промислові (20.9 %), торгівлі (18,2 %), нерухомості (13 %) та різних видах сервісу і послуг (18,6 %).

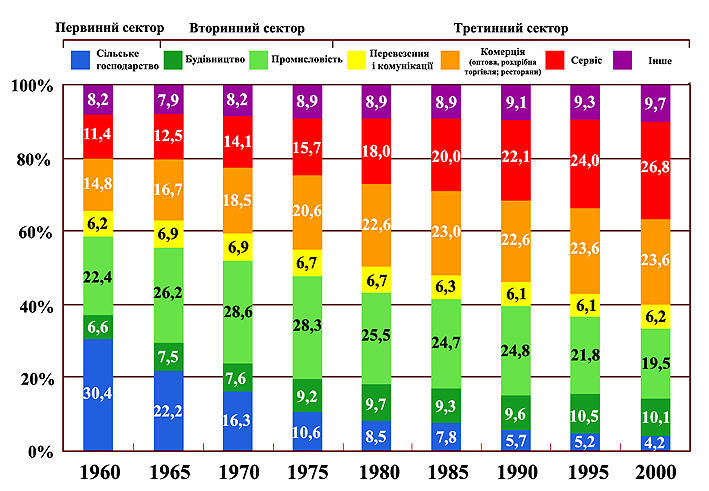
Динаміка зайнятості у основних секторах економіки префектури Хіросіма.
(дроби скорочені, тому сума не завжди складатиме 100 %)

Середній дохід жителя префектури Хіросіма становить 2,804 мільйони єн на рік. За цим показником Хіросіма посідає 16-е місце серед решти 47 префектур Японії.

### Сектори економіки
Особливістю структури господарства префектури Хіросіма є невпинне зростання підприємств третинного сектора економіки, поступове скорочення робітників у вторинному секторі та різке зменшення зайнятих у первинному секторі економіки. Така тенденція спостерігається дотепер з кінця 1960-х років. Найбільше пожвавлення має місце серед малого і середнього бізнесу — перед усім торгових фірм і підприємств, що пропонують різні види сервісу.
Кількість населення префектури, яке зайнято на підприємствах становить близько 1,4 млн чоловік.. Відсоток безробітних становить 4,8 %.
Однією з найбільших загроз для економіки префектури є поступове «старіння нації» та низька народжуваність. Нестачу робочих рук пропонують вирішувати шляхом залучення іммігрантів або ще більшою автоматизацією виробництва і послуг.

#### Первинний сектор економіки
У цьому секторі економіки зайнято близько 5 % населення префектури Хіросіма.
- Сільське господарство

Основною землеробською культурою префектури є рис. Однак через постійне скорочення посівних площ, завдяки попиту на землю під житло і нові підприємства, врожаї відносно невеликі — в середньому 502 кг з 10 а. Окрім рису у префектурі вирощують шпинат, інжир, виноград, мандарин і хассаку. Хліборобство має прикладний характер. Ним займаються переважно літні люди. Скотарство у префектурі майже не розвинене, що є традиційним для Японії.
- Лісництво

Близько 70 % території префектури Хіросіма вкрито лісами, але вони практично не використовуються в економічних цілях. Деревина прибуває з Північної Японії та закордону — лісів Південно-Східної Азії. Префектура Хіросіма поставляє на внутрішній ринок лише японські червоні і чорні сосни, які використовуються переважно у садівництві. Окрім цього, вона займає перше місце в Японії з вирощування лісових грибів мацутаке, які часто застосовуються як приправа у японській національній кухні.
- Рибальство

Префектура Хіросіма є одним із лідерів Японії у рибальстві. Починаючи з 17 століття і по-сьогодні, вона беззмінно займає позиції загальнонаціонального лідера у вирощуванні устриць (55 % усіх загальнонаціональних ферм). Також, у тихих і мілководних водах затоки Хіросіма у невеликій кількості вирощують штучні перли.

#### Вторинний сектор економіки

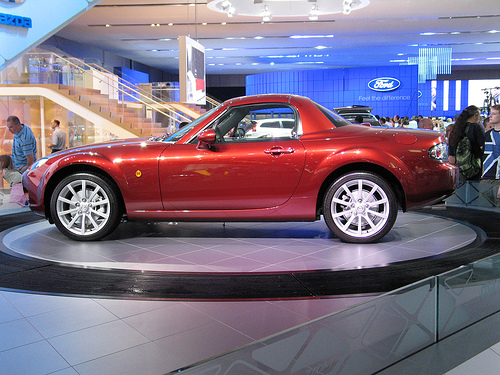
Мазда Мх-5 третього покоління «Роадстер».

У цьому секторі зайнято близько 35 % населення префектури Хіросіма
- Промисловість

Префектура Хіросіма не має власних природних ресурсів, тому її промисловість залежить від постачання сировини з закордону. Основними галузями є машинобудування (підприємство «Мазда Мотор Корпорейшн» ), кораблебудування (підприємство «Ісікава-Харіма Хеві Індастріз» ) і сталеливарна (підприємство «Джей-еф Стіл») промисловість. Також іншими важливими галузями, з яких префектура отримує прибуток, є виробництво напівпровідників та комп'ютерних чипів, цифрові технології, хімічна та харчова промисловість.
- Традиційні ремесла

Префектура Хіросіма віддавна відома виробництвом наступних традиційних виробів, які мають славу найкращих у всій Японії. Це буддистські вівтарі буцудан з Хіросіми, пензлі для каліграфії з Кумано, кото і ґета з Фукуями та різні дрібні вироби з «божественного острова» Міядзіми.

#### Третинний сектор економіки
У цьому секторі зайнято близько 60 % населення префектури Хіросіма
- Електростанції

Електростанції у префектурі Хіросіма знаходяться під відомим підприємства «Тюґоку Денрьоку» (), яке є монополістом на ринку електроенергії в регіоні Тюґоку. На території префектури воно контролює гідроелектростанцію в Набара і теплову електростанцію в місті Осакікамідзіма.
- Перевезення і комунікації

У префектурі Хіросіма більшу частку перевезень здійснює колишнє державне підприємство, залізнична компанія «Джей ар Нісі Ніппон», () і її дочірня фірма «Тюґоку джей-ар басу». Пересилкою пошти і вантажів займається державна «Японська пошта», яка у 2009 році буде приватизована. Найбільшим недержавним підприємством, що займається перевезеннями є «Фукуяма Цуун» (). На ринку комунікацій представлені лише токійські компанії всеяпонського масштабу.
- Фінанси

Окрім філій світових і загальнояпонських банків, у префектурі Хіросіма знаходяться штаб-квартири декількох регіональних банківських груп. Найбільшими з них є «Банк Хіросіма» ()і «Банк Момідзі» (). Окрім цього мешканці префектури часто використовують для своїх заощаджень Японську пошту, яка на відміну від поштових служб інших країн надає користувачам банківський сервіс. Також, у префектурі існує 12 кредитних спілок, які видають кредити підприємствам і рядовим громадянам.
- Комерція

З 1990-х префектура Хіросіма стала одним із головних комерційних центрів Японії. На території префектури розміщено понад 40 супермаркетів і спеціальних крамниць великих підприємств Аояма, Фудзі, Дайсьо, Ідзумі та інших. Існує чимало фірм середнього і малого бізнесу, які зосереджені переважно на продажі страв, одягу, аксесуарів, книг і машин. Найбільшим продавцем комп’ютерів і побутової техніки є компанія ДЕО-ДЕО ().

## Освіта
Координацією освіти у префектурі займається Комітет освіти префектурного уряду, в обов'язок якого входить виконання державних освітніх програм та забезпечення сприятливого клімату для навчальних закладів вищого рівня акредитації та дослідницьких центрів, як національних так і приватних. В цілому, у префектурному бюджеті на 2007 рік близько 26 % усіх коштів передбачені на розвиток освіти.
- Дошкільна освіта

Дошкільна освіта не є обов'язковою, однак більшість батьків прагнуть підготувати своїх дітей до початкової школи. Існує два типи дошкільних закладів — центри виховання (保育園) і дитячі садки (幼稚園). Перші призначені для піклування за дітьми, чиї батьки не мають можливостей доглядати за ними через роботу чи хворобу, а другі — мають на меті надавати дітям повноцінну дошкільну освіту, готуючи їх до вступу у початкову школу. Обидва типи закладів поділяються на державні (2), публічні (123) і приватні (212). Загальна кількість усіх дошкільних закладів на території префектури Хіросіма становить 337 установ ().

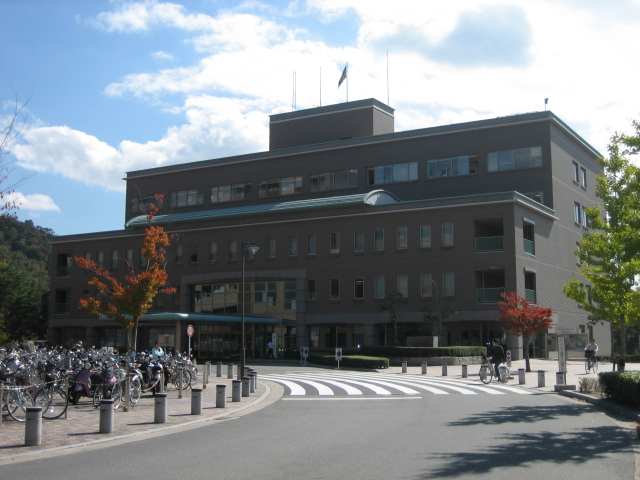
Будинок адміністрації Хіросімського університету (м.Хіґасіхіросіма)

- Початкова і середня освіта

Початкова і середня освіта у Японії є обов'язковою. Кількість початкових шкіл становить 607, а середніх — 286. Мешканці префектури можуть вибирати між безкоштовними державними (3 початкових і 4 середніх) і платними публічним (597 початкових і 254 середніх) та приватними школами (7 початкових і 28 середніх) (). Обов'язковим набором предметів є державна мова, математика, природознавство, суспільствознавство та іноземна мова. Кожен з предметів поділяється на ряд курсів, зокрема державна мова складається з курсів японської мови, літератури і старояпонської мови, а природознавство з курсів біології, географії, фізики і хімії.
- Вища школа і університети

Вища освіта не є обов'язковою. Багато випускників ідуть у професійні училища після закінчення середньої школи. Охочі отримати поступити в університет проходять 3 річне навчання у вищих школах. Їх кількість у префектурі Хіросіма становить 145 — 2 державні, 130 публічні і 40 приватних. Ці школи різняться системами навчання — загальнояпонською, спеціальною і заочною. Усі вищі школи є профільованими — природничими або гуманітарними. Понад 80 % випускників цих шкіл успішно складають тестові іспити до університету.
На території префектури існує 45 університетів різних типів. Вони поділяються на державні, префектурні, публічні і приватні. Також є університети короткострокового навчання. Найвідомішим університетом префектури є Хіросімський університет (), який водночас є одним із найпопулярніших вищих навчальних закладів Японії. Іншими відомими установами є Міжнародний Хіросімський університет Ґакуін ([недоступне посилання з квітня 2019]), Міський університет Хіросіми () та Жіночий університет Хіросіми ().
При університетах працює чимало дослідницьких центрів. Загальнояпонське значення мають Хіросімський центр синхротронної радіації та Дослідницький інститут радіаційної біології та медицини при Хіросімському університеті.

## Транспорт
Транспортна сітка на території префектури Хіросіма розміщена нерівномірно. Цьому заважає гірський рельєф. Північні і північно-східні райони префектури мають слабо розвинену транспортну інфраструктуру у порівняння з південними районами.
- Дороги

Територією префектури проходять два автошляхи всеяпонського значення. Перший — це автошлях Санйо (山陽自動車道), який розміщений на стародавній дорозі яка поєднує регіони Тюґоку і Кінкі. Цей автошлях пролягає на півдні префектури вздовж узбережжя Внутрішнього японського моря, і проходить через важливі міста Хацукаіті, Хіросіма, Хіґасіхіросіма і Фукуяма. Друга важлива дорога — це автошлях Тюґоку (中国自動車道), який прокладений вздовж однойменного гірського пасма і проходить крізь мало заселені північні райони префектури. Існує також автошлях регіонального значення, котрий сполучає префектуру Хіросіма із Сімане. Окрім цього, у місті Хіросіма знаходиться автовокзал вантажівок, який є важливим транспортним вузлом для швидкісної передачі пошти і вантажів у всій Японії.
- Залізниця

Залізничні шляхи на території префектури Хіросіма розвинені відносно добре. Основна залізнична артерія проходить на півдні, так звана залізниця Санйо (山陽線), яка майже збігається з однойменним автошляхом Санйо. Поруч із нею прокладено колії швидкісних поїздів сінкансен. Окрім цього існує чимало малих залізничних ліній, які йдуть від основної залізниці Санйо на північ, вглиб префектури. Практичним монополістом на залізничному ринку префектури Хіросіма є підприємство «Західнояпонська залізниця» (JR西日本, ), складова колишньої державної компанії «Японська залізниця» (JR), яка контролює майже усі залізничні колії від півночі острова Кюсю до центральних районів острова Хонсю.

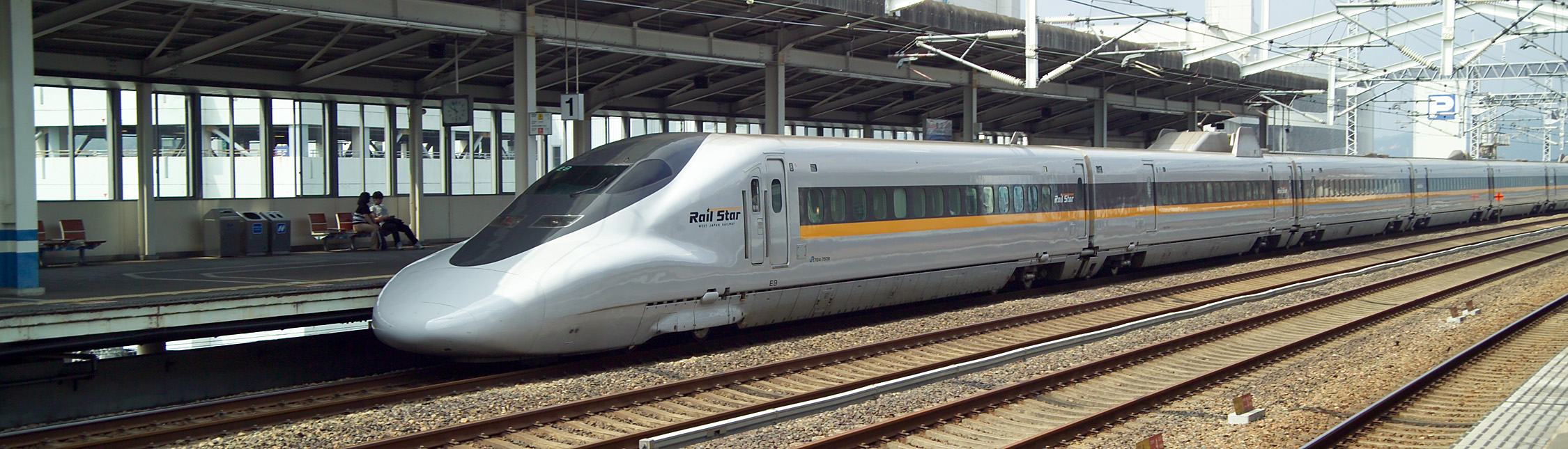
Санйо Сінкансен на станції Фукуяма (м. Фукуяма)

У центрі префектури, місті Хіросіма замість метро прокладено колії наземної електрички, яка зв'язує місто із сусідніми населеними пунктами та полегшує переміщення пасажирів всередині нього. Будівництво метро у Хіросімі, яка розташована у дельті, неможливе через непридатність ґрунтів міста до капітальних підземних робіт.
- Повітряне і водне сполучення

З 1993 року на території префектури було засновано Хіросімський аеропорт. На 2007 він є найбільшим у регіоні Тюґоку. Окрім рейсів Японією, здійснюються вильоти закордон, переважно до країн Азії.
Важливу роль відіграє водне сполучення, особливо між островами Внутрішнього японського моря, які належать префектурі Хіросіма. Головним транспортним засобом між ними є поромні кораблі. На узбережжі розміщено близько 44 портів, серед яких найважливішими є порти Хіросіми, Куре, Ономіті і Фукуями.

## Засоби масової інформації
- Газети

| № | Національні          | Регіональні   |
| 1 | Асахі сімбун         | Тюґоку сімбун |
| 2 | Йоміурі сімбун /     |               |
| 3 | Майніті сімбун       |               |
| 4 | Ніхон кейдзай сімбун |               |
| 5 | Санкей сімбун        |               |

- Телебачення

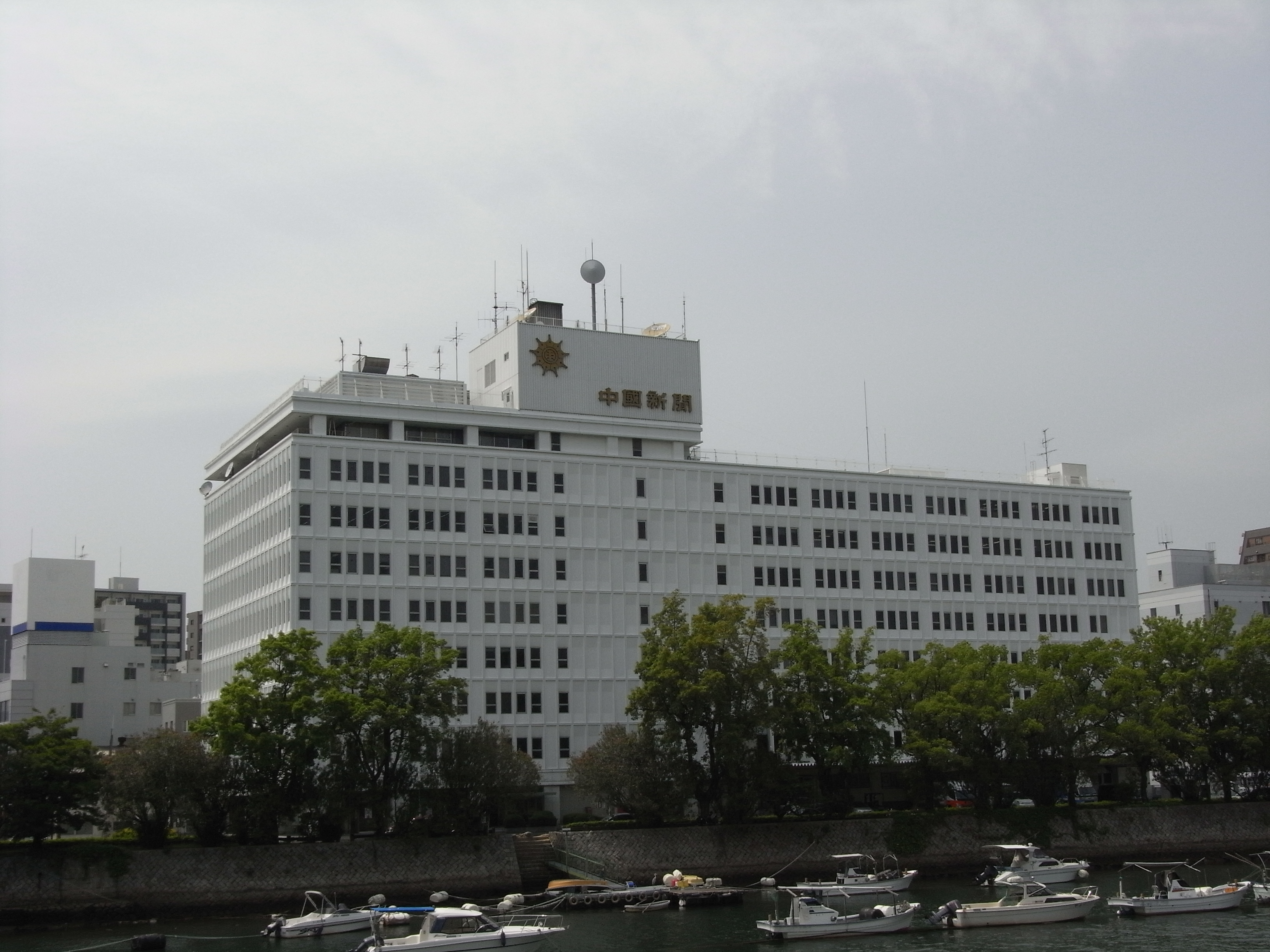
Головна редакція газети Тюґоку сімбун (м. Хіросіма)

Регіональні станції мають кількагодинний час мовлення на національних каналах.
| № | Національне | Регіональне            |
| 1 | NHK         | NHK Хіросіма           |
| 2 | Ніппон ТБ   | Хіросіма ТБ (HTV)      |
| 3 | TBS         | RCC                    |
| 4 | Фудзі ТБ    | ТБ Нова Хіросіма (tss) |
| 5 | Асахі ТБ    | Домашнє ТБ — Хіросіма  |
| 6 | ТБ Токіо    |                        |

- Радіо

| № | Національне       | Регіональне  |
| 1 | Ніккей Радіо (КХ) | RCC          |
| 2 | Радіо NHK         | NHK Хіросіма |
| 3 | Music Bird (ФМ)   | Хіросіма ФМ  |

Існує чимало незалежних ФМ радіостанцій у містах і містечках префектури.

## Культура
В префектурі Хіросіма знаходиться 899 важливих культурних об'єктів і практик, які разом складають її скарб, котрий є основним туристичним ресурсом. Серед них 267 були визначені і затверджені державою, а 632 — владою префектури. Два об'єкти мають загальнопланетарне значення.

### Світова спадщина ЮНЕСКО

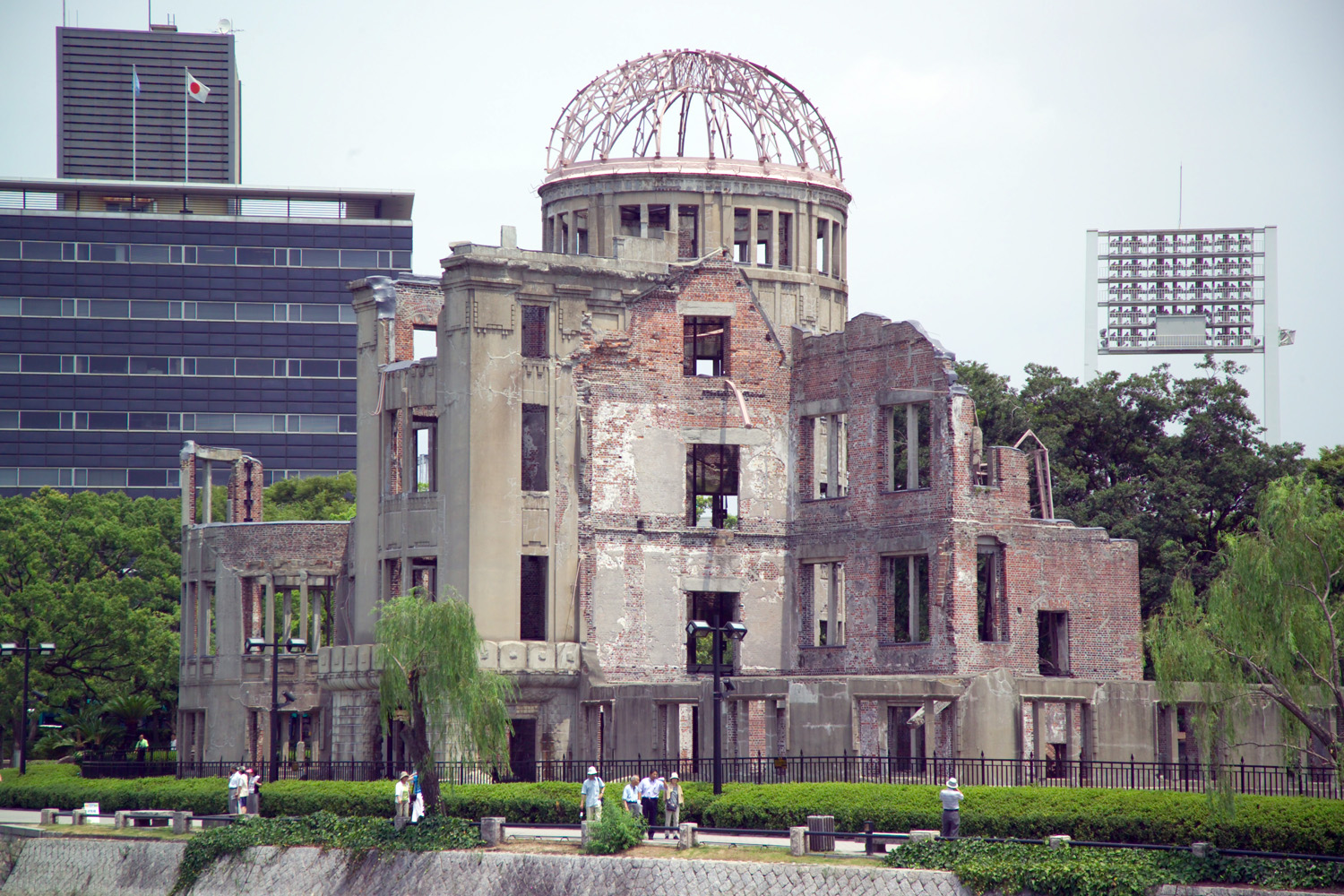
Хіросімський меморіал миру (м. Хіросіма)

- Святилище Іцукусіма (з 1996) року — пам'ятка японської палацово-храмової архітектури 12 століття на острові Міядзіма у місті Хацукаіті. Відома як «святилище на воді». У 1899 році японський уряд визначив її як важливе культурне надбання, а з 1952 затвердив як національний скарб. У святилищі зберігається чимала кількість дорогоцінних речей і раритетів 12 — 19 століття.
- Хіросімський меморіал миру (з 1996) — пам'ятка атомного бомбардування Хіросіми, колишній «Дім сприяння промисловості» у місті Хіросіма. Символ миру і без'ядерної Землі.

### Національні скарби
Національних скарбів у префектурі Хіросіма нараховується 19.
1. Святилище Іцукусіма (Хацукаіті)
2. Фудоін кондо — «золота зала» буддистського храму, збудована у 1540 році (Хіросіма)
3. Мьо'оін хондо — головна зала буддистського храму, збудована у 1321 році (Фукуяма)
4. Пагода Тахо храму Дзьододзі — пагода зведена у 1328 році (Ономіті)
5. Дзьодозі хондо — головна зала буддистського храму, збудована у 1327 році (Ономіті)
6. Пагода храму Кодзьодзі — триярусна пагода зведена у 1423 році (Ономіті)
7. Пагода храму Мьо'оін — п'ятиярусна пагода зведена у 1348 році (Фукуяма)
8. Сутри роду Тайра — буддистські священні тексти переписані членами роду Тайра і подаровані святилищу Іцукусіма у 1164 році (Хацукаіті)
9. Образ бодхісаттви Самантабхадри — кольорове зображення бодхісаттви, яка дарує довголіття, виконане на шовку у 1153 році (Ономіті)
10. Обладунок сакури — самурайський обладунок йороі 2-ї половини 12 століття зроблений шкірою, що прикрашена візерунком сакури (Хацукаіті)
11. Лазуровий обладунок — самурайський обладунок йороі 1446 року з лазуровими перев'язками (Хацукаіті)
12. Чорний обладунок — самурайський обладунок домару 1446 року з чорними перев'язками (Хацукаіті)
13. Кольорове віяло — віяло зроблене у період Хей'ан (794–1185) з тонких дерев'яних пластинок прикрашених інкрустацією (Хацукаіті)
14. Золоті будистські знаряддя — прилади періоду Камакура (1185–1333), які використовувались під час служб в езотеричному буддизмі (Хацукаіті)
15. Короткий меч з лакований піхвами — самурайський меч виготовлений у період Намбокутьо (1333–1392) з лакованими піхвами, на яких перламутром намальовані мони павлонії (Хацукаіті)
16. Меч таті — дворучний самурайський меч виготовлений у період Хей'ан (794–1185) (Хацукаіті)
17. Блідо-жовтий обладунок — самурайський обладунок йороі 2-ї половини 12 століття з блідо-жовтими перев'язками (Хацукаіті)
18. Скарби Іцукусіми — колекція дорогоцінних предметів (мечі, стріли, сагайдаки) періоду Хей'ан, які були подаровані святилищу Іцукусіма монаршими особами (Хацукаіті)
19. Золотописані сутри — 7 сувоїв «Лотосової сутри» та 1 сувій «Сутри Самантабхадри» переписаних Тайра но Кійоморі і подарованих святилищу Іцукусіма у 1770 та 1172 роках (Хацукаіті)

### Цінні культурні надбання

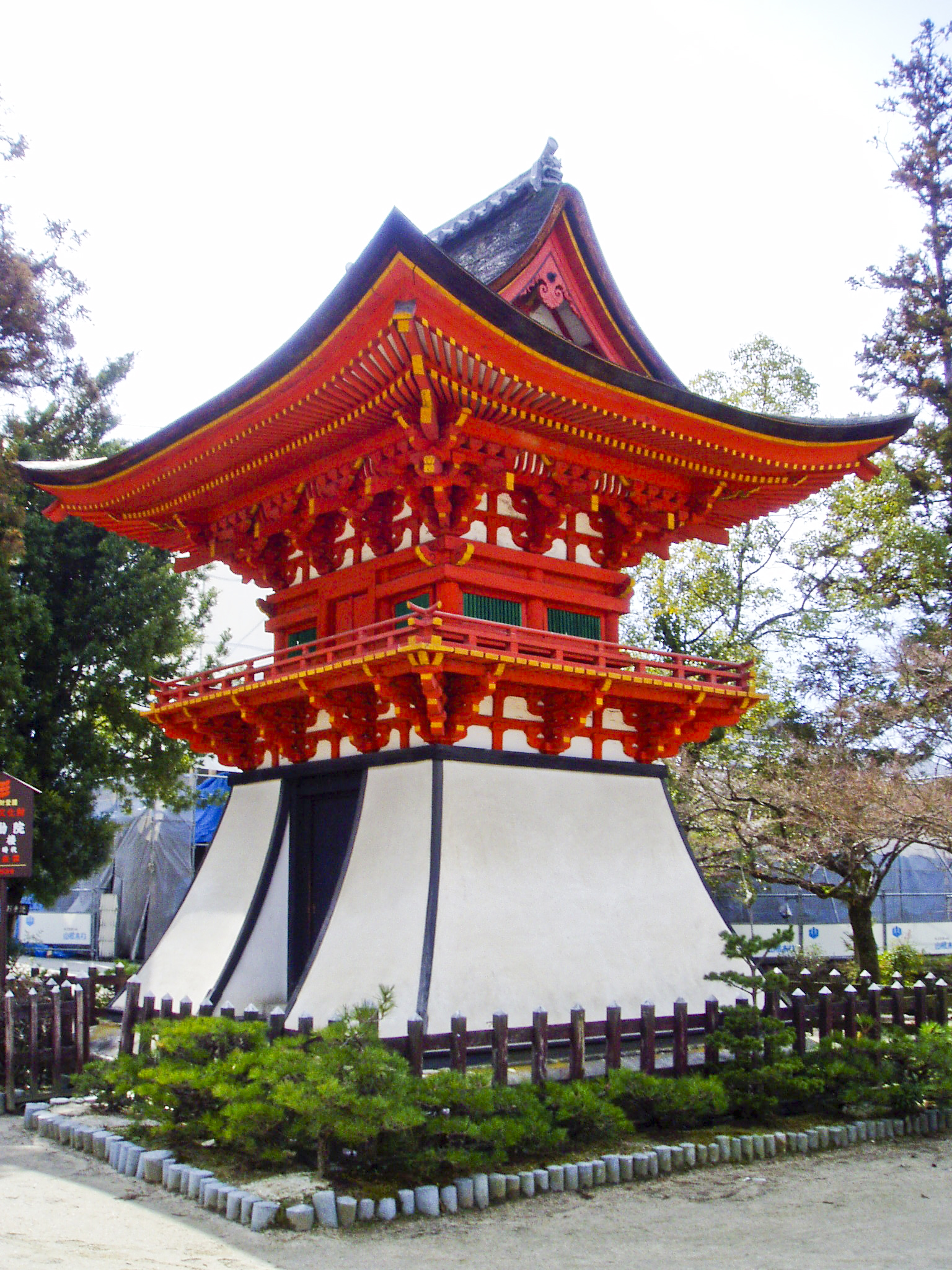
Дзвініиця храму Фудоін (м. Хіросіма)

На території префектури Хіросіма нараховується 495 цінних культурних надбань (重要文化財), з яких 188 затверджені державою , а решта — префектурною владою [недоступне посилання з липня 2019]. До них належать вищезазначені національні скарби.
Серед цих надбань — 103 будівлі, 61 картина, 133 скульптури, 106 ремісничих виробів, 68 цінних книг і рукописів, 19 цінних археологічних та 5 історичних матеріалів. До відомих будівель префектури належать «золота зала» і пагода храму Сакокудзі в Ономіті (, ), п'ятиярусна пагода святилища Іцукусіма в Хацукаіті (), замок Фукуяма (), дзвіниця храму Фудо'ін в Хіросімі (), головна зала храму Сьоріндзі в Хіґасіхіросіма (), Собор Миру в Хіросімі () та інші. Картини і скульптура представлені в основному буддистською тематикою. Винятки складають маски для театральних дійств буґаку у Хацукаїті (). Поміж ремісничих виробів відомі бронзовий дзвін храму Фудоїн(), ряд самурайських обладунків і мечів зі скарбниці святилища Іцукусіма, порцелянова чашка імарі з квітковим візерунком з Хіросіми () та багато інших. Серед археологічних пам'яток відзначають артефакти епох Яйой та Кофун.
Окрім об'єктів до культурних надбань відносять ремісничі, релігійні і театральні практики. Серед ремесел виділяють теслярство, виробництво японських ляльок і мечів (). До важливих релігійних і театральних практик — традиційні танці, а також сільські обряди пов'язані з господарчим циклом ().

### Пам'ятки
У префектурі Хіросіма нараховується близько 300 пам'яток, які поділяються на історичні (史跡), ландшафтні (名勝) і природні (天然記念物). Серед історичних пам'яток відзначають кургани Міцудзьо періоду Кофун та залишки храму Кокубундзі у Хіґасіхіросіма (), Хіросімський замок, залишки родового замку Морі у Акітаката () та інші. До ландшафтних пам'яток відносять каньйон Тайсяку-кьо, приморський парк Томоноура у Фукуямі (), сад Сюккей'ен в Хіросімі (), сад храму Дзьододзі в Ономіті () та інші. До природних пам'яток відносять рідкісних представників флори і фауни префектури.
Окрім звичайних пам'яток існують особливі, які визначає держава. У префектурі Хіросіма їх 2 — це острів Іцукусіма (Міядзіма), на якому знаходиться однойменне святилище, та мальовничий каньйон Сандан-кьо.

### Основні свята
- лютий — Свято устриць на острові Іцукусіма;
- квітень — Парад квітів у місті Хіросіма
- червень

- Розсадження квітів у Мібу;
- Свято канґенсай при святилищі Іцукусіма;

- серпень

- Вшанування загиблих під час атомного бомбардування Хіросіми.
- Міжнародний анімаційний фестиваль у Хіросімі